# 弗雷谢尔
弗雷谢尔是葡萄牙布拉干萨区的一个堂区。总面积33.18平方公里，总人口821人，人口密度24.7人/平方公里。